# Capucho (Aracaju)
 Capucho é um bairro da Zona Oeste de Aracaju. Limita-se, ao norte, com o bairro Olaria (também conhecido como São Carlos), a leste, com os bairros América e Novo Paraíso, ao sul, com o bairro Jabotiana, e, a oeste, com o bairro Rosa Elze, no município de São Cristóvão, e com o povoado Sobrado, no município de Nossa Senhora do Socorro.

## Origem do Nome
O nome do bairro é uma alusão à Igreja São Judas Tadeu, também conhecida como Igreja dos Capuchinhos. Apesar disso, a igreja não fica no Capucho e sim no vizinho América.

## Centro Administrativo

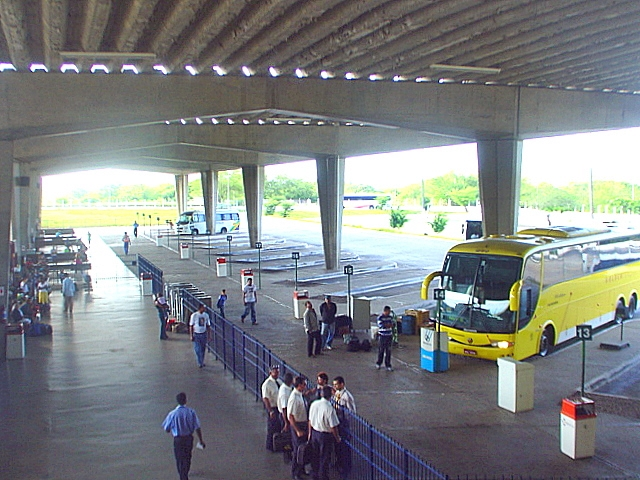
Terminal Rodoviário José Rollemberg Leite

Na segunda metade da década de 1970 o governo de Sergipe projetou no bairro o Centro Administrativo Governador Augusto Franco. O objetivo era retirar do Centro da cidade todas as autarquias e sede de poderes e transferi-las para o Capucho, na verdade uma grande área vazia situada nos limites oeste da capital sergipana com o intuito de concentrar todos em um único local. Era um projeto inspirado no modelo da construção de Brasília, uma tendência da época. A criação do Centro Administrativo otimizaria as tramitações entre poderes, economizando tempo e dinheiro, desafogaria o trânsito do Centro, contibuindo ao planejamento urbano e afastaria os Poderes das grandes massas de trabalhadores, já que fica numa área afastada da capital sergipana. 
As primeiras edificações a serem erguidas foram o Terminal Rodoviário José Rollemberg Leite (1978), a Secretaria da Fazenda (1982), o Hospital de Urgência de Sergipe (1986) e o Centro de Hemoterapia de Sergipe ou HEMOSE (1987). 
Nos anos 1990 foram erguidos o Centro de Referência da Mulher, Federação das Indústras do Estado de Sergipe (FIES) Complexo de Operações Especiais da Polícia Civil (COPE) e o Tribunal de Contas do Estado . 
Na década de 2000 foram implantadas a sede da Justiça Federal de Sergipe, Tribunal Regional Eleitoral , Tribunal de Contas da União, Tribunal Regional do Trabalho e o Fórum Gumercindo Bessa do Tribunal de Justiça de Sergipe.
O Ministério Público do Estado de Sergipe inaugurou sua nova sede no CENAF em 2013.

## Fracasso do projeto do Centro Administrativo
Apesar da ambiciosa visão de futuro do projeto, muitos lotes encontram-se até hoje abandonados por absoluta falta de interesse. A facilidade de adquirir ou alugar prédios já prontos e reformulá-los praticamente extinguiu o projeto de centralização logística de poderes e autarquias. 
O Governo de Sergipe desde 1998 transferiu-se do Palácio Olímpio Campos, atualmente um museu na praça Fausto Cardoso, Centro, para um edifício que abrigava a Superintendência da Caixa Econômica Federal na Avenida Adélia Franco, Distrito Industrial de Aracaju (DIA), rebatizado como Palácio Governador Augusto Franco, também conhecido como Palácio de Despachos.
A Assembleia Legislativa do Estado de Sergipe, preferiu construir em 1986 um moderno edifício na praça Fausto Cardoso, mesmo endereço de sua antiga sede, o palácio Fausto Cardoso, atual Escola do Legislativo.
O Pleno do Tribunal de Justiça de Sergipe reformou a sua sede, também situada na Praça Fausto Cardoso.
A Prefeitura Municipal de Aracaju, em 2005, removeu suas atividades do Palácio Inácio Joaquim Barbosa, na Praça Olímpio Campos, para o antigo CESEC do Banco do Brasil, no Conjunto Costa e Silva, zona oeste, reformando-o, ampliando-o e modernizando-o. Atualmente recebe o nome de Complexo Administrativo Prefeito José Aloísio de Campos, abrangendo inclusive várias secretarias.
A Câmara de Vereadores de Aracaju até hoje não tem sede própria. Ocupa há três décadas o palácio Maurício Graccho Cardoso, antiga biblioteca pública estadual. Em 2009, ao assumir a presidência da câmara, o vereador Emanuel Nascimento, do Partido dos Trabalhadores, disse que o seu grande sonho era dar ao legislativo municipal a sua própria sede, entretanto alertou que não dispunha de recursos para a construção do lote a que tem direito no Centro Administrativo.
Diversos outros órgãos que também tinham direito a espaços encontram-se ainda hoje concentrados no Centro da cidade como a Advocacia Geral da União, Delegacia Regional do Ministério do Trabalho e Emprego, Defensoria Pública da União e Procuradoria Geral do Estado. 
Alguns outros órgãos estão espalhados em pontos diversos da cidade. A Receita Federal, antes situada na Praça General Valadão, funciona hoje em um antigo galpão totalmente reformado do Distrito Industrial de Aracaju (DIA). A Polícia Federal já alugou diversos edifícios em Aracaju e atualmente está situada na Av. Rio de Janeiro, bairro Siqueira Campos (Aracaju), zona oeste, no prédio da antiga sede da Usina São José do Pinheiro. O Ministério Público Federal localiza-se na Av. Beira Mar, bairro 13 de Julho, zona sul e metro quadrado mais caro da capital de Sergipe. Em junho de 2012 o órgão anunciou a construção de sua sede própria na Avenida Gonçalo Prado Rollemberg, São José.
Em 2015, o governo de Sergipe iniciou obras do anel viário do Centro Administrativo e a construção do Hospital do Câncer. Em março de 2017 o novo complexo viário foi inaugurado ligando a BR-235 à Rodovia João Bebe Água sem precisar acessar a Avenida Tancredo Neves. 

## Invasão da Tieta
A lentidão na transferência dos órgãos para o Capucho levou à formação da "Invasão da Tieta" em 1989, um amontoado de casebres de papelão e pau-a-pique erguidos no fundo do Terminal José Rollemberg Leite. Em 1994 as famílias foram removidas para o Santa Maria, bairro pobre da zona sul, recebendo casas nos Conjuntos Maria do Carmo Alves e Padre Pedro.

## Problemas do bairro Capucho
O abandono dos lotes deixa a paisagem do Capucho repleta de terrenos baldios, com muito mato, entulho e lixo.
O local é ermo, mesmo durante o dia. É uma região propícia à prática de crimes como assaltos, assassinatos e tráfico de drogas.

## Transporte Público
Anexo ao Terminal Rodoviário José Rollemberg Leite, está o Terminal Urbano de Integração Leonel Brizola (também chamado de Terminal Zona Oeste), com linhas para todos os pontos de Aracaju e Região Metropolitana.
Há uma linha especialmente criada para quem trabalha no Centro Administrativo: a linha alimentadora 309-Centro Administrativo/Zona Oeste.

## Principais Logradouros
- Avenida Tancredo Neves
- Avenida Marechal Rondon
- Avenida Carlos Rodrigues da Cruz